# ドゥマンジェル・ダミアン

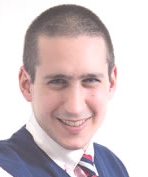
ドゥマンジェル　ダミアン

ドゥマンジェル・ダミアン (Demangel Damien、1977年6月21日 - ）は、東京(表参道)にあるラブレフランス語学教室の経営者で、フランス語教師。2006年に初来日し、2008年にラブレフランス語学教室設立。
フランスのリヨンに生まれる。父は医者でアルデシュ県（Ardèche）の元修道院の場所に医院を開業し家族で移住。5歳から9歳まで水泳、サッカー、テニスなど様々なスポーツに親しみ、特に水泳においては多数の試合に出場し入ている。
6歳の頃に父が購入したパソコンをオモチャとしてBASICを使い始める。14歳の時、最愛の父を交通事故で亡くし、その後は母の故郷である南仏プロヴァンスに引っ越す。18歳の時、兵役でフランス陸軍に入隊。大学時代、不遇な子供たちへの教育を支援する活動としてSocial Centerで教師をし、通信教育で教師の資格も取得した。
大学時代の1998年から「Webutility」を作成し始め、2003〜2004年はIT関連の雑誌に多数掲載され、このソフトがフランス全土に波及していった。卒業後、アルルで「internet-entreprise」というIT会社を設立し地元のゴッホ美術館のウェブサイト作成を行う。

## 日本の影響
8歳の時、キャンピングカーで家族旅行中に柔道のワークショップを受け初めて見る畳の道場に感動する。これが後に日本への興味のきっかけとなっている。14歳から18歳まで空手、柔道、キックボクシング、テコンドー、合気道と多様な武道を身につける。特に合気道は人の相手の力に力で対抗せず、相手の“気”に自らの「“気”を合わせ」相手の攻撃を無力化させるところに魅了される。
15歳の時、アルルの空手クラブ大会でチャンピオン獲得。武道を通じて日本の歴史に興味を持ち日本語を学ぶようになる。
来日後、語学学校で教師として働きながら日本語を学び日本語能力試験1級を取得。

## ラブレフランス語学教室 年表
- 2009年 表参道に移転
- 2011年4月 フランス語スクールからインターナショナルランゲージスクールへ
- 2012年10月17日　合同会社設立
- 2014年10月1日　同じビルの2階に移転開校
- 2015年3月　株式会社ラブレフランスに変更

## 書籍
- 『楽しいフランス語』2015年10月1日（株式会社ラブレフランス）ISBN 978-4-9908586-0-5

## 出演
テレビ
- メイド・イン・ジャパン（TBS）2011年1月2日(日)午後2:00〜ゲスト　メイン司会は雨上がり決死隊